# 1070
Il 1070 (MLXX in numeri romani) è un anno  dell'XI secolo.

## Eventi
- Roberto il Guiscardo col nipote Goffredo espugna Brindisi, governata dal catapano Michele Maurikas, dopo un cruento assedio portato da terra e da mare.
- (circa) In questa data si ha la prima menzione di uno statuto comunale. Ciò avviene nella città di Le Mans in Francia. Successivi statuti si segnaleranno in altre città della Francia e delle Fiandre attestando la diffusione del nuovo regime di governo cittadino.
- Fondazione di Oristano (in Italia) e di Bergen (in Norvegia).

## Nati
- Alessandro di Conversano, nobile normanno († 1133)
- Allucio di Campugliano in Valdinievole, santo italiano († 1134)
- Elimar II di Oldenburg, conte tedesco († 1142)
- Enrico I della Marca Orientale sassone, nobile tedesco († 1103)
- Folco I d'Este, nobile italiano († 1136)
- Guglielmo di Champeaux, filosofo, teologo e vescovo cattolico francese († 1121)
- Abraham bar Hiyya, filosofo, astronomo e matematico spagnolo († 1136)
- Lotario Udo III della marca del Nord, nobile tedesco († 1106)
- Nicola IV Muzalone, arcivescovo ortodosso bizantino († 1152)
- Rodolfo I di Neuchâtel, nobile svizzero († 1148)
- Ottone di Ballenstedt, nobile tedesco († 1123)
- Gilberto Porretano, logico, teologo e vescovo cattolico francese († 1154)
- Ramiro Sánchez di Monzón, nobile spagnolo († 1116)
- Zaida di Siviglia, principessa e regina († 1107)
- Zbigniew di Polonia, sovrano polacco († 1113)
- Giovanni da Oppido, compositore e viaggiatore italiano († 1150)

## Morti
- 6 marzo - Ulrico I di Carniola, nobile tedesco
- 24 marzo - Aldemaro di Capua, abate e santo italiano (n. 985)
- 6 aprile - Filarete di Calabria, religioso e santo italiano (n. 1020)
- 22 aprile - Ghigo I d'Albon, nobile francese
- 2 giugno - Guido d'Acqui, vescovo cattolico e santo italiano
- 6 luglio - Godeleva, santa belga (n. 1049)
- 17 luglio - Baldovino VI di Fiandra, conte
- 11 agosto - Gerardo di Lorena, conte
- Mariano I di Arborea, re
- Ulrico I di Neuchâtel, nobile e militare svizzero
- Offa di Benevento, badessa italiana
- Yves di Bellême, vescovo normanno
- Ibn Zaydun, poeta arabo (n. 1003)
- Sa'id al-Andalusi, storico, astronomo e matematico arabo (n. 1029)

## Calendario
| Calendario 1070 | Calendario 1070 | Calendario 1070 | Calendario 1070 | Calendario 1070 | Calendario 1070 | Calendario 1070 | Calendario 1070 | Calendario 1070 | Calendario 1070 | Calendario 1070 | Calendario 1070 | Calendario 1070 | Calendario 1070 | Calendario 1070 | Calendario 1070 | Calendario 1070 | Calendario 1070 | Calendario 1070 | Calendario 1070 | Calendario 1070 | Calendario 1070 | Calendario 1070 | Calendario 1070 | Calendario 1070 | Calendario 1070 | Calendario 1070 | Calendario 1070 | Calendario 1070 | Calendario 1070 | Calendario 1070 | Calendario 1070 | Calendario 1070 |
| --------------- | --------------- | --------------- | --------------- | --------------- | --------------- | --------------- | --------------- | --------------- | --------------- | --------------- | --------------- | --------------- | --------------- | --------------- | --------------- | --------------- | --------------- | --------------- | --------------- | --------------- | --------------- | --------------- | --------------- | --------------- | --------------- | --------------- | --------------- | --------------- | --------------- | --------------- | --------------- | --------------- |
|                 | 1               | 2               | 3               | 4               | 5               | 6               | 7               | 8               | 9               | 10              | 11              | 12              | 13              | 14              | 15              | 16              | 17              | 18              | 19              | 20              | 21              | 22              | 23              | 24              | 25              | 26              | 27              | 28              | 29              | 30              | 31              |                 |
| Gennaio         | Ve              | Sa              | Do              | Lu              | Ma              | Me              | Gi              | Ve              | Sa              | Do              | Lu              | Ma              | Me              | Gi              | Ve              | Sa              | Do              | Lu              | Ma              | Me              | Gi              | Ve              | Sa              | Do              | Lu              | Ma              | Me              | Gi              | Ve              | Sa              | Do              |                 |
| Febbraio        | Lu              | Ma              | Me              | Gi              | Ve              | Sa              | Do              | Lu              | Ma              | Me              | Gi              | Ve              | Sa              | Do              | Lu              | Ma              | Me              | Gi              | Ve              | Sa              | Do              | Lu              | Ma              | Me              | Gi              | Ve              | Sa              | Do              |                 |                 |                 |                 |
| Marzo           | Lu              | Ma              | Me              | Gi              | Ve              | Sa              | Do              | Lu              | Ma              | Me              | Gi              | Ve              | Sa              | Do              | Lu              | Ma              | Me              | Gi              | Ve              | Sa              | Do              | Lu              | Ma              | Me              | Gi              | Ve              | Sa              | Do              | Lu              | Ma              | Me              |                 |
| Aprile          | Gi              | Ve              | Sa              | Do              | Lu              | Ma              | Me              | Gi              | Ve              | Sa              | Do              | Lu              | Ma              | Me              | Gi              | Ve              | Sa              | Do              | Lu              | Ma              | Me              | Gi              | Ve              | Sa              | Do              | Lu              | Ma              | Me              | Gi              | Ve              |                 |                 |
| Maggio          | Sa              | Do              | Lu              | Ma              | Me              | Gi              | Ve              | Sa              | Do              | Lu              | Ma              | Me              | Gi              | Ve              | Sa              | Do              | Lu              | Ma              | Me              | Gi              | Ve              | Sa              | Do              | Lu              | Ma              | Me              | Gi              | Ve              | Sa              | Do              | Lu              |                 |
| Giugno          | Ma              | Me              | Gi              | Ve              | Sa              | Do              | Lu              | Ma              | Me              | Gi              | Ve              | Sa              | Do              | Lu              | Ma              | Me              | Gi              | Ve              | Sa              | Do              | Lu              | Ma              | Me              | Gi              | Ve              | Sa              | Do              | Lu              | Ma              | Me              |                 |                 |
| Luglio          | Gi              | Ve              | Sa              | Do              | Lu              | Ma              | Me              | Gi              | Ve              | Sa              | Do              | Lu              | Ma              | Me              | Gi              | Ve              | Sa              | Do              | Lu              | Ma              | Me              | Gi              | Ve              | Sa              | Do              | Lu              | Ma              | Me              | Gi              | Ve              | Sa              |                 |
| Agosto          | Do              | Lu              | Ma              | Me              | Gi              | Ve              | Sa              | Do              | Lu              | Ma              | Me              | Gi              | Ve              | Sa              | Do              | Lu              | Ma              | Me              | Gi              | Ve              | Sa              | Do              | Lu              | Ma              | Me              | Gi              | Ve              | Sa              | Do              | Lu              | Ma              |                 |
| Settembre       | Me              | Gi              | Ve              | Sa              | Do              | Lu              | Ma              | Me              | Gi              | Ve              | Sa              | Do              | Lu              | Ma              | Me              | Gi              | Ve              | Sa              | Do              | Lu              | Ma              | Me              | Gi              | Ve              | Sa              | Do              | Lu              | Ma              | Me              | Gi              |                 |                 |
| Ottobre         | Ve              | Sa              | Do              | Lu              | Ma              | Me              | Gi              | Ve              | Sa              | Do              | Lu              | Ma              | Me              | Gi              | Ve              | Sa              | Do              | Lu              | Ma              | Me              | Gi              | Ve              | Sa              | Do              | Lu              | Ma              | Me              | Gi              | Ve              | Sa              | Do              |                 |
| Novembre        | Lu              | Ma              | Me              | Gi              | Ve              | Sa              | Do              | Lu              | Ma              | Me              | Gi              | Ve              | Sa              | Do              | Lu              | Ma              | Me              | Gi              | Ve              | Sa              | Do              | Lu              | Ma              | Me              | Gi              | Ve              | Sa              | Do              | Lu              | Ma              |                 |                 |
| Dicembre        | Me              | Gi              | Ve              | Sa              | Do              | Lu              | Ma              | Me              | Gi              | Ve              | Sa              | Do              | Lu              | Ma              | Me              | Gi              | Ve              | Sa              | Do              | Lu              | Ma              | Me              | Gi              | Ve              | Sa              | Do              | Lu              | Ma              | Me              | Gi              | Ve              |                 |